# Mark Lubkowitz
Mark Lubkowitz (* 5. November 1980 in Berlin) ist ein deutscher Journalist und Informatiker. Er wuchs in Berlin auf und arbeitete zunächst als Softwareentwickler. Seit 2003 ist er als Buchautor und Journalist tätig. Aufgrund des beruflichen Fokuswechsels zog er 2006 nach München und lebt seitdem dort. Lubkowitz ist verheiratet und Vater von zwei Kindern.
Im Rahmen seiner journalistischen Tätigkeit setzt er sich zunehmend kritisch mit den Themen Software Engineering und Digitalisierung auseinander.

## Schriften
- Webseiten programmieren und gestalten: HTML, CSS, JavaScript, PHP, Perl, MySQL, SVG und Newsfeeds. 3., aktualisierte und erw. Auflage. Bonn 2007, ISBN 978-3-89842-813-2.
- Einstieg in MySQL. Bonn 2004, ISBN 3-89842-427-8.